# إلدريد ناثانيل ودكوك
إلدريد ناثانيل ودكوك (بالإنجليزية: Eldred Nathaniel Woodcock)‏ هو كاتب أمريكي، ولد في 30 أغسطس 1846 في مقاطعة بوتر في الولايات المتحدة، وتوفي في 16 يناير 1917 في بنسيلفانيا في الولايات المتحدة.